# Whitehall
Whitehall este o stradă și o zonă din Londra, Regatul Unit. Este cunoscută pentru a găzdui mai multe clădiri guvernamentale importante și pentru a fi centrul administrativ al guvernului britanic. Strada Whitehall se întinde de la Trafalgar Square la Parlamentul britanic și este asociată cu istoria și politica Marii Britanii.
Această zonă este renumită pentru Palatul Westminster, care adăpostește Parlamentul britanic, și pentru Downing Street 10, reședința oficială a Prim-ministrului Regatului Unit. Whitehall a fost martor la multe evenimente istorice și politice importante de-a lungul secolelor și rămâne o locație emblematică în contextul guvernamental britanic.